# Туев, Виктор Владимирович
Туев, Виктор Владимирович (22 декабря 1936 — 15 февраля 2008) — известный советский и российский специалист в области методологии, теории и истории социально-культурной деятельности, доктор педагогических наук, профессор, заслуженный работник культуры Российской Федерации. Заведующий кафедрой культурно-просветительной работы (1973—1982), проректор по научной работе (1982—1985), заведующий кафедрой социально-культурной деятельности Кемеровского государственного института культуры (1983—2008). Член учебно-методического объединения в области образования по социально-культурной деятельности Министерства культуры Российской Федерации.
Автор монографий, учебных пособий, научных статей по проблемам истории, теории и практики социально-культурной деятельности. Автор сборника стихов «Сердце расширено влево».
Внёс значительный вклад в изучение социокоммуникативных образований: античных клубных общностей, феномена английского клуба, первых западноевропейских и российских клубов, рабочих и молодежных клубов советского периода, современных клубных общностей в постсоветской России.
Активно занимался научной и педагогической деятельностью, подготовил 12 аспирантов и соискателей учёной степени кандидата педагогических наук по специальности 13. 00. 05 "Теория, методика и организация социально-культурной деятельности.

## Биография
Туев В. В. родился 22 декабря 1936 года в Хабаровском крае г. Биробиджан в семье военнослужащего. Его детство было одним из тех, про которое сегодня говорят — «опаленное войной». С первых дней Великой Отечественной войны его отец, Туев Владимир Ефимович, был направлен на фронт, мать, Туева Ольга Михайловна, с двумя детьми — двойняшками Витей и Светой — была эвакуирована с Дальнего Востока в Сибирь, в город Алейск. Здесь и прошло детство В. В. Туева. В сентябре 1944 года он пошёл в первый класс школы № 4 г. Алейска.
После окончания войны семья Туевых уехала в Германию, где продолжал службу его отец в группе советских оккупационных войск. В 1947 году отец, майор авиации, демобилизовался, семья возвратилась в СССР, в город Саратов. Здесь В. В. Туев окончил школу с золотой медалью и поступил в Московский государственный энергетический институт.
Учась в МЭИ, он увлекся общественной работой, писал стихи и песни, редактировал факультетскую стенгазету, пел в хоре института, участвовал в спортивных соревнованиях. За год до окончания института студенты электроэнергетического факультета организовали «Союз романтиков Сибири», члены которого добровольно изъявили желание распределиться на работу в Сибирь, на монтаж тепловых электростанций.
В 1960 году молодой инженер-энергетик В. В. Туев был распределён в г. Новосибирск в трест «Сибэнергомонтаж», где получил направление на работу в Кемеровскую область, в г. Мыски, на монтаж Томь-Усинской электростанции, где работал мастером электромонтажногоучастка. Молодежь этой Всесоюзной ударной комсомольской стройки избрала его секретарем комитета комсомола этой строящейся электростанции, а затем он избирается уже первым секретарём Мысковского горкома комсомола. В 1964 году был приглашён на работу в Кемеровский обком комсомола заведующим сектором культурно-массовой работы и проявил себя как замечательный организатор больших фестивалей и праздников кузбасской молодежи, одновременно работал редактором молодёжных передач на Кемеровской студии телевидения.
В 1969 году в г. Кемерово открывается Кемеровский государственный институт культуры. Туев В. В. получает направление на учебу в аспирантуру при Московском государственном институте культуры. В 1974 году успешно защищает кандидатскую диссертацию по истории молодежных клубов в России и с тех пор занимался исследованием истории клуба как социокоммуникативного и социопедагогического социального института. В мае 1998 г. защитил докторскую диссертацию по теме «Феномен клуба: историко-педагогический анализ».
С 1972 года до последних лет жизни В. В. Туев работал в Кемеровском государственном институте культуры. За эти годы он выдвинулся в число ведущих педагогов вуза. Вёл курсы «Социально-культурная деятельность», «Социально-культурная работа за рубежом», «Клуб в истории культуры», спецкурсы «Технология организации клубных любительских объединений», «Методология и методика проектирования курсовых и дипломных исследований студентов».

## Звания, награды
За время работы получил учёное звание профессора, в 1995 году — почётное звание «Заслуженный работник культуры Российской Федерации». Награжден медалями «За освоение целинных и залежных земель», «Ветеран ВЛКСМ», «Ветеран труда», «Юбилейной медалью в честь 60-летия Кемеровской области», медалью «100 лет Профсоюзам России», медалью «За особый вклад в развитие Кузбасса третьей степени».

## Общественная и творческая деятельность
В. В. Туев был известен не только среди педагогической общественности вузов культуры, но и среди работников учреждений культуры, писателей, поэтов, художников, интеллигенции Кузбасса. Являлся инициатором, сценаристом, продюсером различных фестивалей, праздников, слётов, смотров, семинаров для молодых писателей и поэтов, организатором «литературных недель» Кузбасса. В шестидесятые годы им был создан первый в области Городской штаб культуры. На его стихи писали песни такие известные в Кузбассе композиторы, как Г. И. Голицин, В. М. Пипекин, А. А. Феденёв, Г. П. Иванков и др. На его стихи В. М. Пипекин написал сюиту для хора, оркестра и солистов «Сибирская ярмарка» (1999 г.). Совместным творчеством поэта и композитора стали музыкальные компакт-диски «Двое любящих песню» (2001), «Рифмы сердца» (2006). Широкое признание получил сборник стихов В. В. Туева «Сердце расширено влево».

## Семья
Был женат (Туева Людмила Михайловна). Есть двое детей — Наталья и Константин.

## Труды В. В. Туева

#### Монографии, учебные пособия, сборники, статьи.
1. Туев, В. В. Молодежные клубы в системе политико- просветительной работы ленинского комсомола (1917-1925) / В. В. Туев : Автореф. дис. канд. пед. наук / Моск. гос. ин-т культуры. – М., 1974. – 24 с.
2. Туев, В. В. Совершенствование подготовки кадров в институте культуры: Рекомендации для преподавателей / В. В. Туев. – Кемерово: КГИК, 1979. – 200 с.
3. Туев, В. В. Кафедра и клуб / В. В. Туев // Культурно- просветительная работа. – 1981. – N7. – С. 37-40.
4. Туев, В. В. Его открытие приветствовал Ленин / В. В. Туев // Культурно-просветительная работа. – 1983. – N7. – С. 26-28.
5. Туев, В. В. Монолог о диалоге: (Человек и его дело) / В. В. Туев // Клуб и художественная самодеятельность. – 1984. – N 6. – С. 21-22.
6. Туев, В. В. Пушкинская строка в клубной летописи / В. В. Туев // Клуб и художественная самодеятельность. – 1984. – N 11. – С. 27-29.
7. Туев, В. В. Проблема становления советского клуба как института социалистической демократии / В. В. Туев. – КГИК. – Кемерово, 1989. – 16 с. – Деп. НИО информкультура ГБЛ 13.09.89 N 2132.
8. Туев, В. В. История культуры Кузбасса: Словник / В.В. Ту¬ев // Историческая энциклопедия Кузбасса / КГУ; Под ред. Г. Г. Халиулина. – Кемерово, 1990. – С. 1-54.
9. Туев, В. В. Как организовать свой клуб: Советы специалиста / В. В. Туев / Отв. ред. Г.А.Колосова. – Кемерово: Кузбассвузиздат, 1994. – Вып.1. – 39 с.
10. Туев, В. В. История клубов Кузбасса / В. В. Туев / КГИИК; ЦНТиД. – Кемерово, 1996. – 214 с.
11. Туев, В. В. История клуба: от неинституированных форм клубного общения до первых организаций клубного типа / В. В. Туев / КГИИК. – Кемерово, 1997. – 80 с. – Деп. ВНИО "Информкультypa" РГБ 18.06.97. – N3116.
12. Туев, В. В. Клуб и клубные формы общения в истории культуры / В. В. Туев / КГИИК. - Кемерово, 1997. – 39 с. – Деп. в НПО "Информкультура" РГБ 18.06.97. – N 3117.
13. Туев, В. В. Феномен английского клуба / В. В. Туев / МГУК. – М., 1997. – 240 с.- ил.
14. Туев, В. В. Феномен клуба: историко-педагогический анализ: Автореф. дис... докт-ра пед. наук / В. В. Туев. – Моск. гос. ун-т культуры. – М, 1998. – 52 с.
15. Туев, В. В. Об атрибуте "социально-культурный" / В. В. Туев // Вестник МГУКИ, 2003. – № 4. – С. 56-63
16. Туев, В. В. Терминологические проблемы социокультурного образования / В. В. Туев // Вестник Казанского государственного университета культуры. – 2003. – № 1. – С. 65-68.
17. Туев, В. В. Технологические приемы активизации интереса студентов к гуманитарным дисциплинам / В. В. Туев // Вестник МГУКИ, 2003. – № 3. – С. 73-78.
18. Туев, В. В. Проблемы формирования теоретического ядра учебного курса "Социально-культурная деятельность" / В. В. Туев // Совершенствование подготовки кадров сферы культуры: традиции и новации: Материалы науч.-практ. конф. / МГУКИ. – М, 2004. – С. 61-64.
19. Туев, В. В. Клубные досуги А. С. Пушкина / В. В. Туев. // Вестник Кемеровского государственного университета культуры и искусств: журнал теоретических и прикладных исследований / гл. ред. Е. Л. Кудрина; КемГУКИ. – Кемерово, 2006. – № 1. – С. 68-78.
20. Туев, В. В. Культура, творчество, личность / В. В. Туев : статьи и очерки разных лет / КемГУКИ. – Кемерово, 2006. – 155 с.
21. Туев, В. В. Сердце расширено влево / В. В. Туев: первый авторский сборник. Стихи, посвящения. Песни / КемГУКИ. – Кемерово, 2006. – 242 с.
22. Туев, В. В. Социально-культурная деятельность в таблицах и схемах : учеб. пособие по курсу "Социально-культурная деятельность" для студ. специальности 053100 "Социально- культурная деятельность / КемГУКИ; АлтГАКИ. – Барнаул: АлтГУКИ, 2006. – 87 с.
23. Туев, В. В. Проблемы преемственности образовательных программ в процессе подготовки бакалавров социально-культурной деятельности / В. В. Туев // Вестник Кемеровскою государственного университета культуры и искусств: журнал теоретических и прикладных исследований / КемГУКИ. – Кемерово, ЛМЖ. – № 3. – С. 56-59.
24. Туев, В. В. Клуб в истории культуры: Учеб. пособие / В. В. Туев. – КемГУКИ. – 2-е из. перераб. и доп. – Кемерово: КемГУКИ, 2009. – 262 с.

#### Творческие работы.
1. Пипекин В. М., Туев В. В. Сибирская ярмарка //: Сюита для хора и оркестра с солистами и ярмарочными персонажами/ Кемеровский обл. центр народн. творчества и досуга; КемГАКИ.- Кемерово: Кузбассвузиздат, 1999. — 80 с.
2. Пипекин В. М., Туев В. В. Двое любящих песню [Музыкальный компакт-диск] // — Кемерово: КемГАКИ, 2001. — 18 песен.
3. Пипекин В. М., Туев В. В. Рифмы сердца: [Музыкальный компакт-диск] / В. В. Туев//. — Кемерово: КемГУКИ, 2006. — 21 песня.
4. Туев В. В. Сердце расширено влево // Сборник стихов и песен. — Кемерово: КемГУКИ, 2006. — 242 с.

## Публикации о В. В. Туеве
1. Кудрина, Е. Л. Рубежный итог / Е. Л. Кудрина // Туев Виктор Владимирович: биобиблиографический указатель / сост. Н. В. Денисова; КемГАКИ; Каф. СКД; Научная библиотека КемГАКИ. — Кемерово, 2000. — С. 4-7.
2. Туев Виктор Владимирович : биобиблиографический указатель / сост. Н. В. Денисова; КемГАКИ; Каф. СКД; Научная библиотека КемГАКИ. — Кемерово, 2000. — 34 с.
3. Туев Виктор Владимирович // Профессорский корпус Кузбасса: сборник персоналий. — Кемерово: Фирма «Полиграф», 2003. — С. 219—220.
4. Туев Виктор Владимирович // Энциклопедия образования в Западной Сибири / ОАО «Алтайский полиграфический комбинат». — Барнаул, 2003. — Т. 3. — С. 286.
5. Неизвестное об известных // Культура Кузбасса. — 2004. — № 10. — С. 8.
6. Родины славные сыны и дочери // Лучшие люди России: энциклопедия. — Москва: Издательство «Спецадрес», 2004. — Ч. 2. — Вып. 6. — С. 1011.
7. Во имя культуры // Кузбасс. — 2006. — 23 декабря. — С. 14.
8. Никитина, Г. Московские корни кемеровского ученого (В. В. Туеву — 70 лет) / Г. Никитина // Вестник МГУКИ. — 2006. — № 4. — С. 225—226.
9. Кудрина, Е. Л. Туев Виктор Владимирович (к 70-летию со дня рождения) / Е. Л. Кудрина, И. Л. Курочкин, Г. Г. Волощенко // Вестник Кемеровского государственного университета культуры и искусств. — 2006. — № 1. -С. 157—160.
10. Кудрина, Е. Л. Человек-клуб, или к 70-летию со дня рождения профессора В. В. Туева / Е. Л. Кудрина, Г. Г. Волощенко, Л. В. Секретова // Культурологические исследования в Сибири. — 2007. — № 2. — С. 24-29.
11. Литовкин, Е. В. Виктор Владимирович Туев: педагог, ученый, и гражданин / Е. В. Литовкин // Вестник МГУКИ. −2009. -№ 1. — С.148-150. - режим доступа: http://cyberleninka.ru/article/n/viktor-vladimirovich-tuev-pedagog-uchenyy-i-grazhdanin#ixzz4NPwwtbtm
12. Туев Виктор Владимирович // И. Л. Курочкин Ветераны культуры Кузбасса. — Кемерово: КемГУКИ, 2010. — С. 242—244.
13. Туев Виктор Владимирович // «Их опалила страшная война…»: к 70-летию начала Великой Отечественной войны. — Кемерово: КемГУКИ, 2011. — С. 50-51.
14. Кафедра социально-культурной деятельности // Кемеровский государственный университет культуры и искусств: страницы истории. -Кемерово: КемГУКИ, 2014. — С. 193—195.
15. Литовкин Е. В. о В. В. Туеве — Педагог, ученый и гражданин // Рябков В. М. Антология научно-педагогической работы ведущих ученых социально-культурной деятельности России (вторая половина XX — начало XXI века). В 12 т. Т. 11: учебное пособие / В. М. Рябков; ЧГАКИ. — Челябинск: ООО «Полиграф-Мастер», 2014. — С. 63-67.
16. Максютин Н. Ф. о В. В. Туеве // Рябков В. М. Антология научно-педагогической работы ведущих ученых социально-культурной деятельности России (вторая половина XX — начало XXI века). В 12 т. Т. 11: учебное пособие / В. М. Рябков; ЧГАКИ. — Челябинск: ООО «Полиграф-Мастер», 2014. — С. 63.
17. Московские корни Кемеровского ученого (В. В. Туеву — 70 лет) // Рябков В. М. Антология научно-педагогической работы ведущих ученых социально-культурной деятельности России (вторая половина XX — начало XXI века). [Текст]. В 12 т. Т. 11: учебное пособие / В. М. Рябков; ЧГАКИ. — Челябинск: ООО «Полиграф-Мастер», 2014. — С. 60-63.
18. Научные труды Туева В. В. // Рябков В. М. Антология научно-педагогической работы ведущих ученых социально-культурной деятельности России (вторая половина XX — начало XXI века). [Текст]. В 12 т. Т. 11: учебное пособие / В. М. Рябков; ЧГАКИ. — Челябинск: ООО «Полиграф-Мастер», 2014. — С. 67-73.
19. О них помнят // Кемеровский государственный университет культуры и искусств: страницы истории. -Кемерово: КемГУКИ, 2014. — С. 325—327. // Кемеровский государственный университет культуры и искусств: страницы истории. -Кемерово: КемГУКИ, 2014.
20. Туев В. В. — Увлеченный делом // Рябков В. М. Антология научно-педагогической работы ведущих ученых социально-культурной деятельности России (вторая половина XX — начало XXI века). В 12 т. Т. 11: учебное пособие / В. М. Рябков; ЧГАКИ. — Челябинск: ООО «Полиграф-Мастер», 2014. — С. 52-60.
21. Звягина М. С. В. В. Туев — 75 лет со дня рождения  / М. С. Звягина // Государственное казенное учреждение Кемеровской области «Государственный архив Кемеровской области»: сайт. — Электрон. дан. — Кемерово, 2011—2015. — Режим доступа: http://arhiv42.ru/VV_Tuev__75_let_so_dnya_rozhdeniya__Kalendar_pamyatnih_dat_656.htm. - Загл. с экрана.